# Theologisches Stift Göttingen
Koordinaten: 51° 32′ 1,4″ N, 9° 55′ 42,5″ O

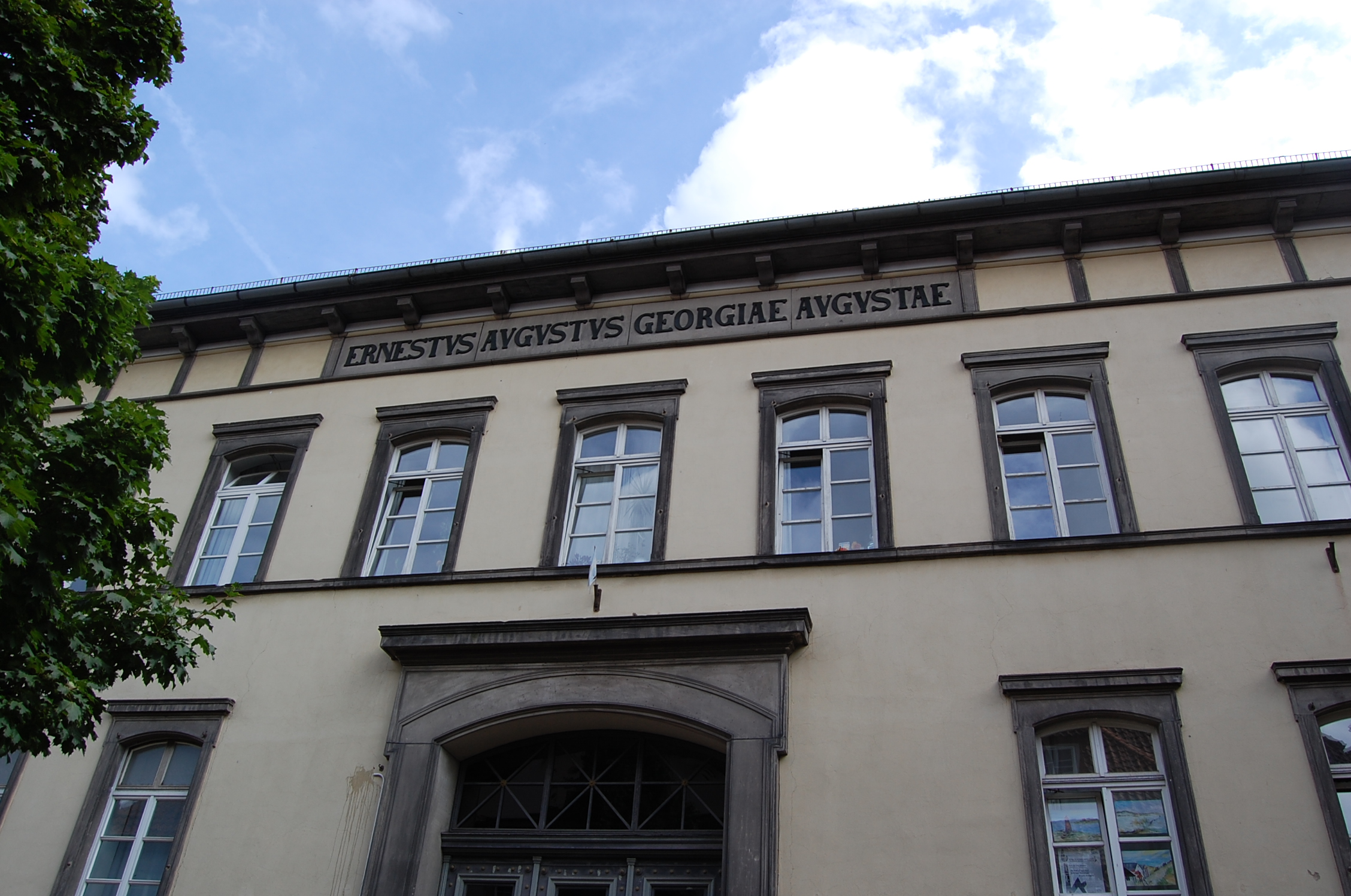
Das Theologische Stift in Göttingen

Das Theologische Stift an der Universität Göttingen ist eine Einrichtung der Georg-August-Universität Göttingen; es handelt sich um ein Wohn- und Studienhaus, das überwiegend, aber nicht ausschließlich Studierende der Theologischen Fakultät beheimatet.

## Geschichte
Das Theologische Stift wurde im Jahre 1765 als sog. Repetentenanstalt gegründet, 1857 wurde es auf Anregung des Tübinger Theologen Isaak August Dorner zu einem Wohn- und Studienhaus für Studierende der Theologie erweitert. Das Theologische Stift ist die viertälteste Einrichtung der 1737 inaugurierten Georg-August-Universität Göttingen.
Nach dem Vorbild des Tübinger Stiftes wurde ein Wohnhaus für Theologiestudierende im ehemaligen Hospital im Stumpfebiel/Ecke Mühlenstraße eingerichtet (heute dient das Gebäude als Studentenwohnheim des Studierendenwerks). Seit Ende 1982 ist das Theologische Stift im Südflügel des alten Ernst-August-Hospitals in der Geiststraße, einem 1846–1850 repräsentativ errichteten klassizistischen Putzbau, untergebracht. Das Gebäude wurde nach Plänen des hannoverschen Hofbaumeisters Christian Adolf Vogell errichtet.
Das gegenwärtige Stiftsleben ist gekennzeichnet von einem hohen Maß studentischer Selbstverwaltung, einem eigenen Kursangebot und einer vita communis (Andachten, Kulturarbend, Vortragsabende u. a. m.), nicht zuletzt gemeinsamen Mahlzeiten. Im Stift leben und arbeiten überwiegend Studierende der evangelischen Theologie, aber auch Studierende anderer Fächer – seit Jahren ist es auch ein Ort international-ökumenischer und -interreligiöser Begegnung. Um Aufnahme bewerben können sich Studierende der Universität Göttingen, die dieses Stiftsleben mittragen und -gestalten möchten.

## Bedeutende Stiftsinspektoren
- Wilhelm Bornemann (1880–1884)
- William Wrede (1884–1886)
- Carl Mirbt (1886–1887)
- Alfred Rahlfs (1888–1890)
- Rudolf Otto (1895–1896)
- Emanuel Hirsch (1912–1914)
- Erik Peterson (1916–1920)
- Kurt Dietrich Schmidt (1921–1925)
- Hans von Campenhausen (1930–1935)
- Carl Heinz Ratschow (1935–1939)
- Wolf-Dieter Marsch (1953–1958)
- Dietrich Rössler (1958–1961)
- Dietrich Korsch (1979–1988)
- Andrea Bieler (1995–2000)
- Benjamin Apsel (seit 2019)

## Frühere Ephoren
- Hans Joachim Iwand  (1948–1952)
- Carsten Colpe (1962–1969)
- Walther Zimmerli (1969–1983)
- Christoph Bizer (1983–1992)
- Reinhard Feldmeier (2002–2013)
- Bernd Schröder (2013–2022)